# Łukasz Pawłowski
Łukasz Pawłowski   (Toruń, 11 de juny de 1983) és un remer polonès, ja retirat, guanyador d'una medalla olímpica.
El 2008 va prendre part en els Jocs Olímpics d'Estiu de Pequín, on guanyà la medalla de plata en la prova del quatre sense timoner lleuger del programa de rem. Formà equip amb Bartlomiej Pawelczak, Milosz Bernatajtys i Pawel Randa. Quatre anys més tard, als Jocs de Londres, fou tretzè en la mateixa prova.
En el seu palmarès també destaquen dues medalles de bronze en el Campionat del món de rem i una de plata en el Campionat d'Europa de rem. També guanyà dos campionats nacionals.